# Astigmatismo (sistemas ópticos)

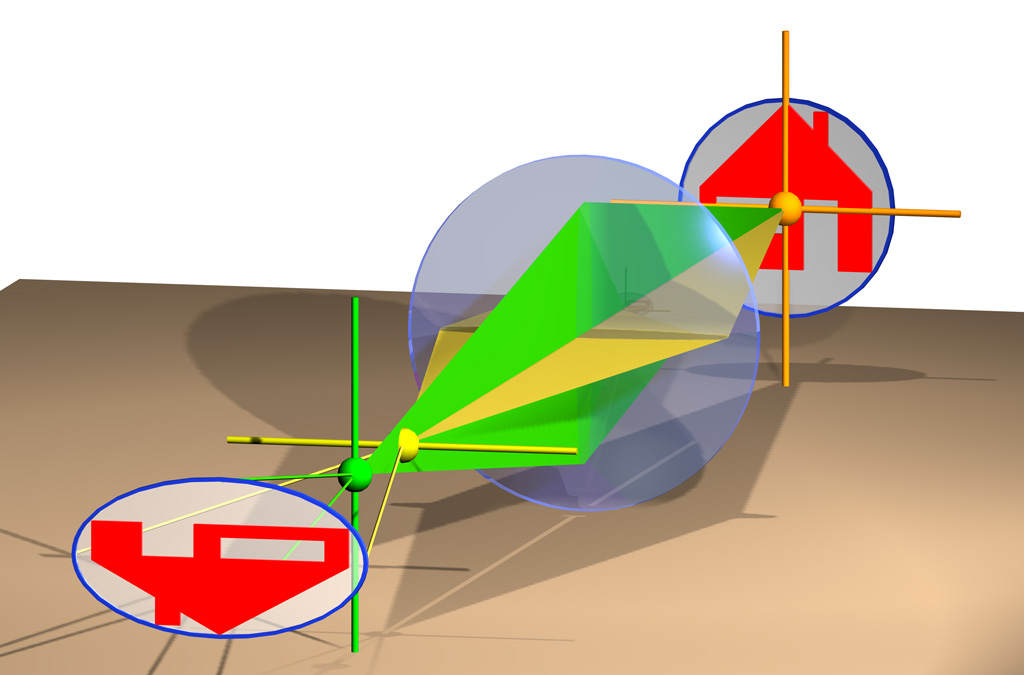
Proceso astigmático.

El astigmatismo en un instrumento óptico se refiere a una magnitud que mide de manera convencional un cierto defecto de estigmatismo. Un sistema óptico que exhibe astigmatismo enfoca dos ejes ortogonales de luz a dos distancias diferentes. En otras palabras, el astigmatismo es una aberración óptica que hace que los rayos se propaguen en dos planos perpendiculares con dos focos diferentes.

## Explicación
La versión ideal de la lente esférica común, de la cual una lupa típica es un ejemplo, no exhibe astigmatismo. La lente es simétrica en las direcciones horizontal y vertical (de hecho, todas las direcciones), y por lo tanto tiene una potencia óptica que no varía dependiendo de si el ángulo con el que la luz incide sobre la lente está en el plano vertical u horizontal. Con respecto del enfoque, eso significa que la luz emitida desde un solo punto en un objeto y capturada por diferentes partes de la lente es redirigida por la refracción de la lente y se une en un solo punto.
Las aberraciones por astigmatismo son similares a las aberraciones comáticas, sin embargo estos artefactos no son tan sensibles al tamaño de la abertura y dependen más fuertemente del ángulo oblicuo del haz de luz. La aberración se manifiesta por la imagen fuera del eje de un punto de muestra que aparece como una línea o elipse en lugar de un punto.

Proceso estigmático.

Cuando un sistema óptico, diafragmado, recibe un pequeño haz de luz de rayos que provienen de una fuente puntual sensiblemente alejada del eje, la imagen casi puntual de la aproximación de Gauss es reemplazada por una pseudoimagen, esto es, una mancha (spot) luminosa casi circular de un tamaño importante. Si se corta el pincel luminoso emergente con una pantalla se comprueba, delante y detrás de esta mancha, la existencia de dos pequeñas rectas luminosas perpendiculares entre sí que son dos focales del pincel luminoso, es decir, secciones en la pantalla de dos áreas de reducción del pequeño haz luminoso que son elementos de superficie de una cáustica. Se demuestra que el diámetro de la pseudoimagen disminuye cuando lo hace la distancia entre las focales.
Con astigmatismo positivo, la luz de un meridiano vertical se enfoca más cerca de la lente que la luz a través del meridiano horizontal. Cada punto del objeto produce dos imágenes de líneas perpendiculares. Estos son el enfoque tangencial y el enfoque sagital. El foco sagital es donde se enfocan los rayos sagitales, y se forma una imagen de línea en el plano meridional. El foco tangencial es donde se enfocan los rayos tangenciales o meridionales, y una imagen de línea se forma perpendicular al plano meridional. Situado entre estos focos de dos líneas hay un foco circular llamado foco medial.
Se ha preferido caracterizar este defecto de estigmatismo de modo cuantitativo por la distancia entre las focales (distancia de astugmatismo) o astigmatismo del instrumento en las condiciones de uso especificadas.
Los objetivos fotográficos llamados anastigmáticos están corregidos de este defecto para todos los puntos del campo útil.